# Cazaril-Tambourès
Cazaril-Tambourès é uma comuna francesa na região administrativa de Occitânia, no departamento de Alta Garona. Estende-se por uma área de 6,93 km². Em 2010 a comuna tinha 89 habitantes (densidade: 12,8 hab./km²).